# Franz Karl von Teuchert

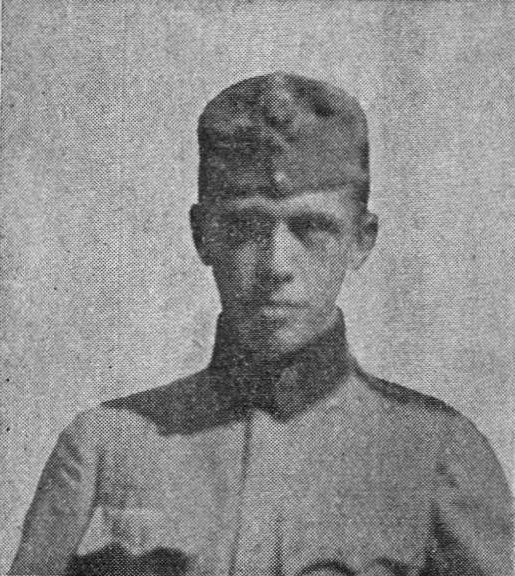
Franz Karl von Teuchert

Freiherr Franz Karl von Teuchert (* 20. Juli 1900 in Marburg in der Untersteiermark; † 30. April 1919 in München) war ein österreichisches Freikorpsmitglied, Anwärter auf die Mitgliedschaft der Thule-Gesellschaft und Mordopfer im Geiselmord im Luitpold-Gymnasium während der Weimarer Republik.

## Leben
Nach dem Ersten Weltkrieg meldete sich von Teuchert als Freiwilliger zum Freikorps Regensburg in Regensburg, wo er bis zuletzt auch wohnte. Er führte den Rang eines Oberleutnants. Im Januar 1919 wurde er Anwärter auf die Mitgliedschaft der Thule-Gesellschaft.
Am 29. April 1919 wurde er in Neufahrn bei Anzing während einer Kundschaftung im Auftrag der Regierungstruppen von Rotgardisten verhaftet. Da sein Name auf den Listen der Thule-Gesellschaft stand, wurde er wurde zum Luitpoldgymnasium transportiert. Dort wurde er am 30. April mit mehreren anderen Geiseln, darunter Haila von Westarp und Gustav von Thurn und Taxis, exekutiert.
In der Zeit des Nationalsozialismus wurde am 30. August 1936 in München eine Straße nach ihm benannt. Der Straßenname existiert bis heute. Im Zuge des in München fortschreitenden Prozesses von Umbenennungen von bedenklichen Straßennamen wurde die Teuchertsraße in die Kategorie "Straßennamen mit erhöhtem Diskussionsbedarf" eingestuft.